# Yania Ferrales
Yania Ferrales Monteagudo (Morón, 28 luglio 1977) è un'ex discobola cubana.

## Palmarès
| Anno | Manifestazione      | Sede           | Evento           | Risultato | Misura  | Note |
| ---- | ------------------- | -------------- | ---------------- | --------- | ------- | ---- |
| 2003 | Giochi panamericani | Santo Domingo  | Lancio del disco | Bronzo    | 60,03 m |      |
| 2004 | Olimpiadi           | Atene          | Lancio del disco | Finale    | nm      |      |
| 2005 | Mondiali            | Helsinki       | Lancio del disco | 14ª       | 58,38 m |      |
| 2007 | Giochi panamericani | Rio de Janeiro | Lancio del disco | Argento   | 61,71 m |      |
| 2007 | Mondiali            | Osaka          | Lancio del disco | 10ª       | 58,20 m |      |
| 2008 | Campionati CAC      | Cali           | Lancio del disco | Argento   | 58,74 m |      |
| 2008 | Olimpiadi           | Pechino        | Lancio del disco | 15ª       | 59,87 m |      |
| 2009 | Mondiali            | Berlino        | Lancio del disco | 25ª (q)   | 58,24 m |      |